# Lamprops beringi
Lamprops beringi  (лат.) — вид морских кумовых раков из семейства Lampropidae (Malacostraca).

## Распространение
Западная часть Тихого океана: Берингово море, Охотское море, Японское море (окрестности Камчатки, Сахалина и Курильских островов). Сублиторальный вид, встречается на глубинах от 0 до 130 м. Плотность поселения на песчаном грунте достигает у Сахалина до 160 экз на м².

## Описание
Длина самцов около 1 см, самки 13—17 мм. Отличаются от других кумовых рачков рода Lamprops одной боковой косо изогнутой складкой карапакса и длинным тельсоном. Отсутствуют брюшные конечности плеоподы. Анальная лопасть (тельсон) развита, свободная, несёт 5 апикальных шипиков (средний шип самый длинный). Небольшие ракообразные, внешним видом тела напоминающие головастиков: покрытая панцирем вздутая головогрудь и грудной отдел (покрыты общим панцирем карапаксом) укрупнены и контрастируют с более тонким брюшком (плеоном), заканчивающимся хвостовой вилкой. Антенны самок состоят из 4 или 5 сегментов (конечный членик удлиненный). Уроподы (удлинённые конечности шестого сегмента) имеют 3-члениковый эндоподит.
.

## Систематика
Вид был впервые описан в 1912 году шотландским зоологом Уильямом Томасом Кальманом (William Thomas Calman; 1871—1952). Встречается в российских водах Японского моря.